# Xã luận
Xã luận là một bài báo quan trọng trong một số báo, thể hiện lập trường, quan điềm của một tờ báo về một vấn đề quan trọng, mang tính thời sự của xã hội; là một bài luận có tính tổng quát về vấn đề liên quan, đồng thời đề ra những nhiệm vụ cấp thiết cần thực hiện ngay. Mang tính trung tâm trong một bài báo hay tập báo hoặc tập san hay trang trí.

## Một số đặc điểm
Trong mỗi số báo, bài xã luận thường được đặt vào vị trí quan trọng nhất (thường ở trang nhất, ngay những cột đầu), được trình bày theo một lối riêng, một hình thức thể hiện đặc thù để nổi bật, trang trọng. Bài xã luận là bài quan trọng nhất của tờ báo, mang thông tin lý luận, lý lẽ, mang tính chỉ đạo. Xã luận là một bài bình luận tập thể của cơ quan báo chí nhưng không chỉ mang quan điểm chung của cơ quan báo chí mà thể hiện quan điểm của một tổ chức, tập đoàn, giai cấp mà tờ báo đó làm cơ quan chủ quản (ví dụ Báo Lao động đại diện cho người lao động); hơn nữa bài xã luận không thể hiện dấu ấn cá nhân về mặt tư tưởng nên tác giả không là cá nhân mà là tập thể (cơ quan báo chí).
Các tác phẩm xã luận bàn luận về vấn đề quan trọng của xã hội một cách khái quát,  không cụ thể, chi tiết như các thể loại bài viết khác của báo chí; nội dung đề cập đến những nét tiêu biểu nhất của đời sống xã hội. Hay nói cách khác, xã luận là một bức tranh toàn cảnh của đời sống xã hội.
Xã luận luôn định hướng cho công chúng thông qua quan điểm của tập thể tác giả trong bài viết; các bài viết xã luận bao giờ cũng có kết luận mang tính định hướng, lãnh đạo. 
Xã luận thể hiện rõ các nhiệm vụ trước mắt cần phải giải quyết các vấn đề của đời sống xã nôi đang đề cập, điều này đều hàm chứa rõ nét trong phần giải quyết vấn đề và kết luận vấn đề của bài viết. 
Ngôn ngữ trong xã luận là sự kết hợp sức mạnh tổng hợp của các hình thức, ít sử dụng ngôn ngữ của nhân vật, nhân chứng. 

## Phân loại
Một số dạng bài viết xã luận: bình luận thời cuộc và đề ra nhiệm vụ trước mắt; nêu rõ nội dung tư tưởng của một nghị quyết, chỉ thị của cơ quan lãnh đạo và nhấn mạnh nhiệm vụ thi hành; tổng kết công việc và nêu ra bài học; tổng kết tình hình và có bình luận một cách tổng quát; chuyên đề bàn riêng về một vấn đề mang tính thời sự; kêu gọi (cổ vũ thi đua yêu nước, tăng gia sản xuất…); tuyên truyền lý luận… 
Theo một số quan điểm khác, xã luận được chia thành 04 loại gồm: xã luận nhân kỷ niệm mốc lịch sử quan trọng; xã luận về sự kiện chính trị, có ý nghĩa thời sự quan trọng nổi bật; xã luận chỉ đạo; xã luận không gắn với mốc gì.   
Phân loại được nhiều độc giả hiện nay ủng hộ gồm: xã luận chính trị chung, xã luận tuyên truyền, xã luận chỉ đạo và xã luận nghiệp vụ.   